# ТЕС Gesira
ТЕС Gesira — теплова електростанція у столиці Сомалі Могадішо. Станом на середину 2010-х не працювала.
У 1978 році на майданчику станції встановили два перші дизель-генератори потужністю по 5,5 МВт. Наступного року їх доповнили ще двома такими ж, а в 1984-му додали п'ятий.
У 1985 році тут же запустили в роботу парову турбіну виробництва Brown Boveri and Cie потужністю 15 МВт, котра, як і дизель-генератори, використовувала нафтопродукти. Видача продукції відбувалась як по старій ЛЕП напругою 15 кВ, так і через нове підключення з показником 33 кВ. Проєкт конденсаційної станції, профінансований з боку Kuwait Fund та Arab Fund, включав розраховану на дві однотипні турбіни інфраструктуру. Другу планували запустити у 1987-му, проте через проблеми з обслуговуванням наданого сомалійцям займу інвестори відмовились продовжувати фінансування проєкту.
У будь-якому випадку, ТЕС Gesira з потужністю 43 МВт стала найбільшою електростанцією країни, проте вже невдовзі припинила свою роботу внаслідок руйнівної для країни громадянської війни. Станом на 2015 рік енергозабезпечення Могадішо здійснювала мережа Benadir Electrical Company (BECO), котра об'єднувала власників трьох десятків приватних дизель-генераторів загальною потужністю близько 14 МВт. При цьому вартість кВт·год була однією з найбільших у світі та на порядок перевищувала її вартість у заможних країнах Європи.